# Anne Bernet
Anne Bernet (Parijs, 1962) is een Franse historica en schrijfster.
Anne Bernet is katholiek en dat is terug te vinden in de onderwerpkeuze van haar boeken. Zo had haar eerste, door Jean-François Chiappe van een voorwoord voorziene boek de Chouannerie als thema, en schreef zij onder meer biografieën van Bernadette Soubirous en Jérôme Lejeune.
Van Anne Bernet verschijnen regelmatig artikelen in Franse katholieke publicaties zoals Minute en in historische tijdschriften zoals La Nouvelle Revue d'Histoire van Dominique Venner. Zij is tevens regelmatig te horen op de radiozender Radio Courtoisie.
- Bibsys: 6094184
- Biblioteca Nacional de España: XX1600668
- Bibliothèque nationale de France: cb123104995 (data)
- Catàleg d'autoritats de noms i títols de Catalunya: 981058511380306706
- CiNii: DA09974630
- Gemeinsame Normdatei: 120072440
- International Standard Name Identifier: 0000 0001 0878 1073
- Library of Congress Control Number: n93082004
- Nationale Bibliotheek van Letland: 000053945
- Nationale Bibliotheek van Israël: 987007258686705171
- Nationale en Universitaire bibliotheek Zagreb: 000676515
- Nederlandse Thesaurus van Auteursnamen: 151601089
- Réseau des bibliothèques de Suisse occidentale: 02-A002997220
- Istituto Centrale per il Catalogo Unico: RAVV096629
- Système universitaire de documentation: 031991297
- Virtual International Authority File: 22208831
- WorldCat: E39PBJjRXWYtcf8pbYvgV7w3cP